# Мотел Бејтс
Мотел Бејтс (енгл. Bates Motel) америчка је телевизијска серија која је емитована од 18. марта 2013. до 24. априла 2017. године. Развили су је Карлтон Кјуз, Кери Ерин и Ентони Сипријано, а произвели Universal Television и American Genre за кабловску мрежу A&E.
Представљена као „савремени преднаставак” филма Алфреда Хичкока — Психо (1960), прати животе Нормана Бејтса (Фреди Хајмор) и његове мајке Норме (Вира Фармига) пре догађаја који су приказани у филму, мада у другом измишљеном граду и то у модерном окружењу.
Постала је најдуговечнија телевизијска драма мреже A&E, уз изузетно позитивне рецензије критичара. Главна глумица Вира Фармига била је номинована за награду Еми за програм у ударном термину, а освојила је награду Сатурн за најбољу глумицу на телевизији. Серија је такође освојила три Награде по избору публике.

## Радња
Мотел Бејтс говори о животу Нормана Бејтса, његовом компликованом односу са мајком и његово постепено претварање у серијског убицу, пре догађаја из чувеног Хичкоковог филма Психо.

## Улоге
| Глумац          | Улога             |
| --------------- | ----------------- |
| Вира Фармига    | Норма Луиза Бејтс |
| Фреди Хајмор    | Норман Бејтс      |
| Макс Тириот     | Дилан Масет       |
| Оливија Кук     | Ема Декоди        |
| Никола Пелц     | Бредли Мартин     |
| Нестор Карбонел | Алекс Ромеро      |
| Кени Џонсон     | Кејлеб Калхун     |

## Епизоде
| Сезона | Сезона | Епизоде | Епизоде | Оригинално емитовање | Оригинално емитовање |
| Сезона | Сезона | Епизоде | Епизоде | Премијера            | Финале               |
| ------ | ------ | ------- | ------- | -------------------- | -------------------- |
|        | 1.     | 10      | 10      | 18. март 2013.       | 20. мај 2013.        |
|        | 2.     | 10      | 10      | 3. март 2014.        | 5. мај 2014.         |
|        | 3.     | 10      | 10      | 9. март 2015.        | 11. мај 2015.        |
|        | 4.     | 10      | 10      | 7. март 2016.        | 16. мај 2016.        |
|        | 5.     | 10      | 10      | 20. фебруар 2017.    | 24. април 2017.      |